# Suprema Corte de Israel

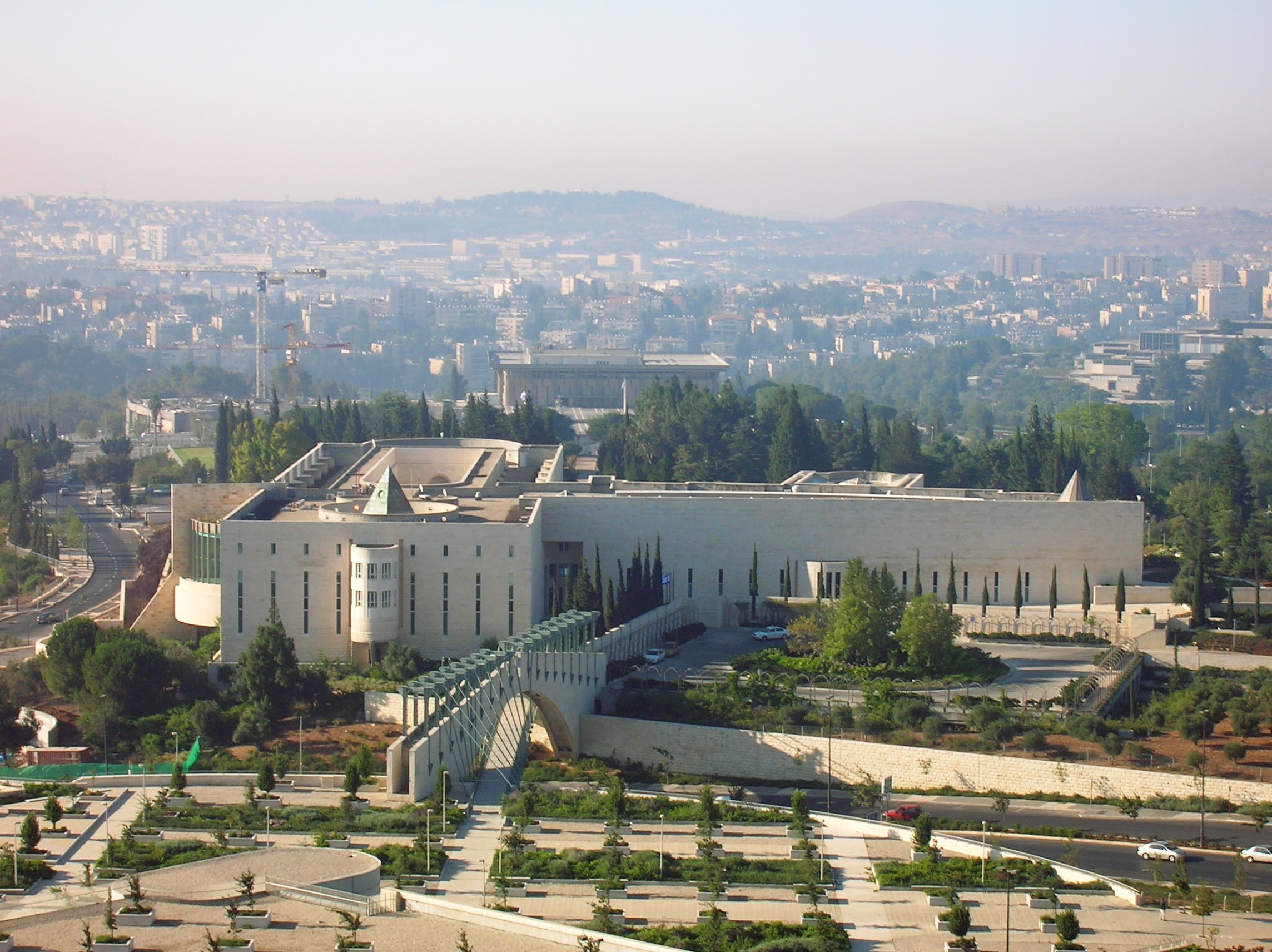
A Suprema Corte de Israel, em Jerusalém.

A Suprema Corte (português brasileiro) ou Supremo Tribunal (português europeu) de Israel ( em hebraico: בית המשפט העליון , Beit Hamishpat Haelyon ) é o tribunal superior de todo o sistema judiciário israelense, localizada em Jerusalém. Sua jurisdição abrange todo o Estado de Israel. A atual chefe da Suprema Corte de Israel é a juíza Esther Hayut.

## Presidentes
Lista de presidentes do Supremo Tribunal:
- Moshe Smoira (1948–1954)
- Yitzhak Olshan (1954–1965)
- Shimon Agranat (1965–1976)
- Yoel Zussman (1976–1980)
- Moshe Landau (1980–1982)
- Yitzhak Kahan (1982–1983)
- Meir Shamgar (1983–1995)
- Aharon Barak (1995–2006)
- Dorit Beinisch (2006–2012)
- Asher Grunis Dan (2012–2015)
- Miriam Naor (2015–2017)
- Esther Hayut (2017–presente)